# Heather Mason
 (février 2015).
Si vous disposez d'ouvrages ou d'articles de référence ou si vous connaissez des sites web de qualité traitant du thème abordé ici, merci de compléter l'article en donnant les références utiles à sa vérifiabilité et en les liant à la section « Notes et références ».
 (9 août 2020).
Si vous êtes l’auteur de ce texte, vous êtes invité à donner votre avis ici. À moins qu’il soit démontré que l’auteur de la page autorise la reproduction et que ce contenu soit compatible avec les principes fondateurs de Wikipédia, cette page sera supprimée ou purgée au bout d’une semaine maximum. En attendant le retrait de cet avertissement, veuillez ne pas réutiliser ce texte.
Heather Mason est le personnage principal de Silent Hill 3. C'est la réincarnation de Cheryl Mason et Alessa Gillespie. Au départ, les développeurs lui avaient attribué  le nom de la personne qui l'interprète dans la version américaine, à savoir Heather Morris.

## Histoire
Le vrai nom d'Heather est Cheryl Mason. C'est la fille adoptive de l'écrivain Harry Mason, qui a survécu aux événements de Silent Hill. Quand Harry s'est échappé de la ville, il a emmené avec lui un bébé, qui n'est autre que Cheryl et Alessa réunies. Puis, Harry se rend à Portland où il est attaqué par un membre de l'Ordre, qu'il tue afin de se défendre.
Afin de débarrasser de l'Ordre - au cas où il serait recherché, lui et sa fille -, Harry renomme cette dernière Heather, lui fait teindre ses cheveux en blond et déménage dans une autre ville. Harry s'installe finalement avec Heather aux Daisy Villa Apartments.
Au cours de l'un des anniversaires de la petite fille, Harry lui donne un pendentif avec un bijou rouge à l'intérieur. Il lui dit d'en prendre grand soin et de ne jamais s'en séparer. Ce bijou est en réalité l'Aglaophotis, objet qui permettrait à Heather de survivre au cas où les membres de l'Ordre s'en prendraient à elle.

## Création du personnage
Les cheveux d'Heather ont également suscité nombre de débats. Initialement, ceux-ci étaient plus naturels et moins élaborés. Mais, les femmes de l'équipe de développement ont insisté pour que la jeune fille ait des cheveux frisés et ont eu gain de cause.
Plus tard, le design original d'Heather est repris pour le personnage d'Elle Holloway, de Silent Hill : Homecoming.

## Apparence
Heather a des cheveux teints en blond, coupés court mais dégradés. Leur couleur d'origine est noir ou châtain foncé, comme Alessa et Cheryl. Elle revêt un pull à col roulé orange, sans manches, sous une veste blanche à capuche avec quatre poches sur l'avant et une minijupe verte en jean. Elle porte également de grandes bottes
marrons, une montre-bracelet et un brassard orange autour de chaque poignet.
Les créateurs du jeu ont prêté grand soin aux yeux d'Heather. Ils ont voulu pouvoir facilement véhiculer les sentiments de colère et de dépit. Dans une interview avec Shingo Yuri, le responsable du design des personnages, ce dernier affirme qu'il a essayé de conserver chez Heather certains des traits caractéristiques aux autres personnages de la série. Bien que représentée comme quelqu'un de très volontaire, Heather n'en est pas moins une adolescente.[réf. nécessaire]
Après avoir terminé le jeu, une nouvelle option apparaît sur l'écran principal, laquelle permet au joueur d'obtenir de nouveaux costumes pour Heather. Dans la version Playstation 2, la plupart d'entre eux font figurer des logos de magazines de jeu. Nombre de ces tenues sont des jeans et des hauts aux différentes couleurs. Les développeurs de Silent Hill 3 ont également personnalisé quelques T-Shirt qui sont exclusifs au jeu. Au Japon, une version limitée d'un T-Shirt jaune de Robbie the Rabbit a été mise en vente sur le site de Konami.